# Mehmet Akgün
Mehmet Akgün (* 6. August 1986 in Bielefeld) ist ein ehemaliger deutsch-türkischer Fußballspieler.

## Karriere

### Verein
Der erste Verein des gelernten Stürmers, der jedoch sehr vielseitig einsetzbar ist, war SuK Bielefeld. Später wechselte er in die Jugend von Arminia Bielefeld. Im Juli 2001 verließ er seine Geburtsstadt, um sich der Nachwuchsabteilung von Borussia Dortmund anzuschließen. Zwei Jahre später kam er dann auch regelmäßig in der Reservemannschaft zum Einsatz. 
In der Saison 2004/05 gehörte Akgün erstmals dem Profikader an. Sein Bundesliga-Debüt gab er am 16. Oktober 2004 gegen den VfB Stuttgart. Am 25. September 2007 wurde er das zweite Mal in der Bundesliga eingesetzt. Er stand gegen den Hamburger SV als rechter Außenverteidiger in der Startelf. 
Mehmet Akgün wechselte am 30. Januar 2008 von Borussia Dortmund zum niederländischen Erstligisten Willem II Tilburg. Die Ablösesumme belief sich auf 150.000 Euro. 
Zur Saison 2010/11 wechselte er zum türkischen Erstligisten Gençlerbirliği Ankara. Direkt am Anfang der Saison musste er sich zwei Operationen unterziehen. Somit konnte er am Anfang der Saison nicht spielen. Erst zum Ende der Hinrunde konnte er eingesetzt werden. Zur Rückrunde wurde er vom neuen Trainer Ralf Zumdick regelmäßig aufgestellt und machte bis zum Saisonende 18 Ligabegegnungen. In seiner zweiten Saison wurde er zum absoluten Stammspieler/Leistungsträger.
Zur Saison 2011/12 lief sein Vertrag mit Gençlerbirliği aus. Akgün zögerte mit der Vertragsverlängerung, um auch andere Angebote wahrnehmen zu können. Am 1. Juni 2012 wurde sein Transfer zum türkischen Traditionsklub Beşiktaş Istanbul bekannt gegeben. Er unterschrieb einen Zweijahresvertrag.
Im Frühjahr 2014 verließ Akgün Beşiktaş Richtung Ligarivale Kayseri Erciyesspor und zur Saison 2015/16 wechselte er zum Zweitligisten Karşıyaka SK. Dann folgten noch weitere Stationen bei Kastamonuspor 1966 und zuletzt stand er bis zum Sommer 2019 bei Maltepespor unter Vertrag. 

### Nationalmannschaft
Akgün kam 2002 einmal in der türkischen U-17-Nationalmannschaft zum Einsatz.